# Hrabě Dooku
Count neboli Hrabě Dooku je fiktivní postava z filmu, komiksů a knih Star Wars. Ztvárnil ho anglický herec Christopher Lee.
Hrabě Dooku byl legendární mistr Jedi a hrabě ze Serenna. Později se přidal k temné straně síly a stal se z něj Darth Tyranus, temný pán, učedník Dartha Sidiouse, kde nahradil Darth Maula a později byl nahrazen Darth Vaderem.
Pod Sidiousovým vedením zformoval separatistické hnutí a byl politickým vůdcem Federace nezávislých systémů, než byl zabit v souboji s Anakinem Skywalkerem během druhé bitvy o Coruscant, blízko konci klonových válek.

## Životopis

### Jedi (102BBY-32BBY)
Dooku se narodil na kdysi Sithy ovládané planetě Serenno. Když byl ještě malý, odvedli ho rytíři Jedi do chrámu, protože byl citlivý na sílu. V chrámu se Dooku stal Yodovým padawanem. Yoda ho trénoval jako mladíka, dokud se ve třinácti letech nestal padawanem mistra Thama Ceruliana. Cerulian z Dookua udělal mocného Jedi, čerpající z Dookuova obrovského potenciálu, který ve svém studentovi cítil. Yoda sám sehrál určitou roli v Dookuově pozdějším tréninku.
Když byl mladší, měl Dooku několik přátel, jako například Loriana Noda a mimozemského senátorského pobočníka Eera Iridiana. Oba ho ale nakonec zradili, a to Dookua naučilo dávat si pozor při vybírání přátel. Posměšky ze strany Loriana uspíšily Dookův úspěch se sithským holocronem.
Ve dvaceti se stal rytířem Jedi a měl prvního padawana, Qui-Gona Jinna, díky kterému Dooku získal titul mistra Jedi. Později trénoval i další Jedi, například Komari Vosu.
Ne všechny jeho teorie byly ovšem přijaty. Sporně, Dooku věřil, že je možné čerpat jak ze světlé, tak i z temné strany síly pro dosažení nejlepší rovnováhy. Věřil, že pokud nebude sveden ani jednou stranou, zůstane na správné cestě a bude moci pro Galaxii dělat více než ostatní. Bohužel pro něj, jeho hrdost, která ho nutila být ten nejlepší, ho vedla blíž a blíž k temné straně, zatímco se snažil plně pochopit obě strany síly. Dookuovi kolegové v jedijském koncilu silně nesouhlasili s tímto smýšlením, což byl asi hlavní důvod, že ani on, ani jeden z jeho studentů nebyli pozváni k posílení důstojného sboru.
Dooku byl politický idealista a byl zkušený v řešení politických problémů. Držel se svých názorů, které byly v Republice z velké míry odmítány a to vedlo k jeho odchodu z Řádu. Dooku odešel pravděpodobně v průběhu bitvy o Naboo, jelikož věřil, že Řád je slepý vůči korupci, která vládla v Senátu a převzal titul hraběte jakožto člen šlechtické rodiny ze Serenna. Zkázonosná bitva o Galidraan a následné zmizení Komari Vosy ho již oddělilo od služby Republice.
Dooku byl Jedi po mnoho let a jeho bronzová socha byla v archivech Jediů společně s ostatními devatenácti mistry, kteří kdy opustili Řád.

### Temný Pán (32BBY-24BBY)
I přes svůj pobyt v chrámu začal Dooku objevovat učení Sithů a když zemřeli jeho rodiče, vymluvil se, že se musí starat o rodinný majetek a odešel z chrámu (bylo to po Obi-Wanovu poražení Dartha Maula). Dooku opustil veřejnost 32 let před bitvou o Yavin IV a zmizel aby se objevil o osm let později, ovšem už ne jako mistr Jedi ale jako temný pán. Není známo jak a kde potkal Darth Sidiouse, který ho přetáhl na temnou stranu a dal mu jméno Darth Tyranus. Jisté je, že po smrti Darth Maula, temného pána, který byl trénován mnoho let, neměl Sidious čas vycvičit dalšího potenciálního adepta ve válečníka Maulova kalibru, proto využil zkušeného Dookua. Vražda jeho přítele Sifo-Dyase zpečetila jeho přestup na temnou stranu síly. Na temné straně měl také dalšího padawana - lovkyni rytířů Jedi - Asajj Ventress.
Jako Darth Tyranus měl za první úkol vytvořit armádu klonů, která by byla užívána kancléřem Palpatinem (Darth Sidiousem) a Republikou. 5 000 000 kreditů bylo použito jako odměna za hlavu Komari Vosy, jeho bývalé učednice a vůdkyně Bando Gory, což byl kult uctívající sílu a byl tvořen trestanci a jimi podobnými. Tahle extrémně vysoká odměna vylákala ty nejnebezpečnější a nejlepší lovce odměn na planetu Kohlma, kde kult přebýval. Na konci zbyli jen dva, Montross a Jango Fett. Fett vyhrál nad svým rivalem, porazil Komari Vosu, vzal si odměnu a nechal se naklonovat pro armádu klonů pro Republiku. Dooku potom Vosu zabil.
S jeho plány v pohybu se Dooku objevil na planetě Raxus Prime 24 let před bitvou o Yavin. Kritizoval Republiku a Řád Jedi pro jeho korupci, úpadek a pokrytectví. Dooku, který byl politický génius, zformoval separatistické hnutí a přemluvil jednotlivé systémy, aby se odtrhly od Republiky a připojily se k Konfederaci nezávislých systémů. Pod jeho vedením se formovala separatistická armáda droidů na planetě Geonosis, kde byl později zajat Obi-Wan Kenobi a Anakin Skywalker společně s Padmé Amidalou. Dooku sledoval jejich popravu až do okamžiku, kdy se z nebe snesly republikové lodě a zachránily Jedie. Dooku vyslal na blízké pláně nejnovější armádu droidů, čímž vyvolal tzv. klonovou válku, základní kámen pro budoucí sithskou nadvládu galaxie. Po souboji s Obi-Wanem a Anakinem (oba porazil), se utkal se svým bývalým mistrem Yodou, kterého ovšem pravděpodobně nechtěl přemoct a utekl za Darth Sidiousem na Coruscant, centrální planetu Galaktické republiky aby odevzdal plány na stanici schopnou ničit planety (hvězdu smrti).
V průběhu vypuknuvších klonových válek se aktivně účastnil boje jako vrchní velitel separatistických sil. Dál zahlazoval stopy, které by mohly Jedie přivést ke zjištění velkého sithského plánu. Zároveň cvičil v boji se světelným mečem generála Grievouse. Během války měla jednu učednici a jednoho učedníka. Učednici Asajj Ventress cvičil velice dlouho a stala se jeho smrtonosným nástrojem v boji proti rytířům Jedi, ale nakonec ji musel na příkaz Dartha Sidiouse zradit. Asajj však zradu přežila a podstrčila Dookuovi nového učedníka, Savage Opresse. V rozhodující chvíli se pokusila i se Savagem svého bývalého mistra zabít, ale Dooku jejich útok přečkal a Ventress zahnal na útěk. Poté už si nového učedníka nevybral a zbytek války se soustředil na pomalé přesvědčování Anakina Skywalkera k temné straně, svedli spolu několik soubojů, přičemž při posledních dvou už měl navrch Anakin. V posledním měl Anakin navrch především kvůli manipulaci Palpatina.
V závěru klonových válek dohlížel na operaci generála Grievouse, který přeskočil tajnou hyperprostorovou cestou do jádra galaxie a na Coruscantu unesl kancléře. Dooku připravil na Grievousově vlajkové lodi past pro Anakina Skywalkera a jeho mistra Obi-Wan Kenobiho. Ti se na loď vydali zachránit uneseného kancléře Palpatina, přičemž hraběte konfrontovali. Dooku už ve svém věku na oba nestačil, ale podařilo se mu zneškodnit Obi-Wana, který upadl zraněn do bezvědomí. Následoval souboj s Anakinem, kterého se snažil Dooku přivést stále na temnou stranu. Nakonec ho však Anakin porazil a donutil pokleknout. V tu chvíli mu Palpatine (skrytý mistr Dookua, Darth Sidious) nařídil Dookua zabít. V tu chvíli si Dooku uvědomil svoji naivitu, když věřil temnému lordovi. Anakin po krátkém váhání hraběte Dooku zabil a již brzy jej nahradil jako další Sidiousův učedník, Darth Vader.

## Zajímavost
Hrabě Dooku měl také zvláštní světelný meč, protože měl zahnutou rukojeť. Bojoval pomocí formy boje Makashi, čímž také překvapil Obi-Wana a Anakina na Geonosis, kteří používali (nejspíš) formu Soresu.

## Filmy
Ve filmu se objevuje v II. a III. Epizodě, kde ho hraje herec Christopher Lee.